# Йозеф Вентус
Йозеф Вентус (Josef Věntus, 17 лютого 1931 — 29 грудня 2001) — чехословацький академічний веслувальник.
Бронзовий призер Олімпійських Ігор 1960, 1964 років у складі вісімки, учасник 1956 року.
Чемпіон Європи 1956 року в складі вісімки, бронзовий призер 1957 (вісімки), 1963 (вісімки) років.